# 磁头清洁剂
磁頭清潔劑是一種用來清潔播放磁頭或寫入磁頭（於錄音帶機或錄影帶機內）的物質。

## 清理磁頭
錄音機與錄影機需要定期保養才能正常工作，因為在長期讀取下來，錄音帶與錄影帶的磁性物質會脫落吸附在磁頭上，降低音訊或影訊品質。磁頭能以特殊的布或清潔磁帶進行清潔，移除上面的雜質。
不可使用棉襖，它可能導致磁頭故障。

## 清潔液
磁頭可用以下溶劑清潔：
- 氟利昂：會破壞臭氧層，1995年後停止使用。
- 醇類：能有效清潔磁頭和磁臂，通常為乙醇（酒精）或異丙醇。
- 丙酮：能有效清潔，但會損壞塑膠。
- 亞硝酸異戊酯：亞硝酸異戊酯與其它亞硝酸鹽類被當做磁頭清潔劑販售。
- 二甲苯：能有效清潔，但會損壞塑膠。

## 乾式清潔
不直接使用溶劑，可用以下方法清潔：

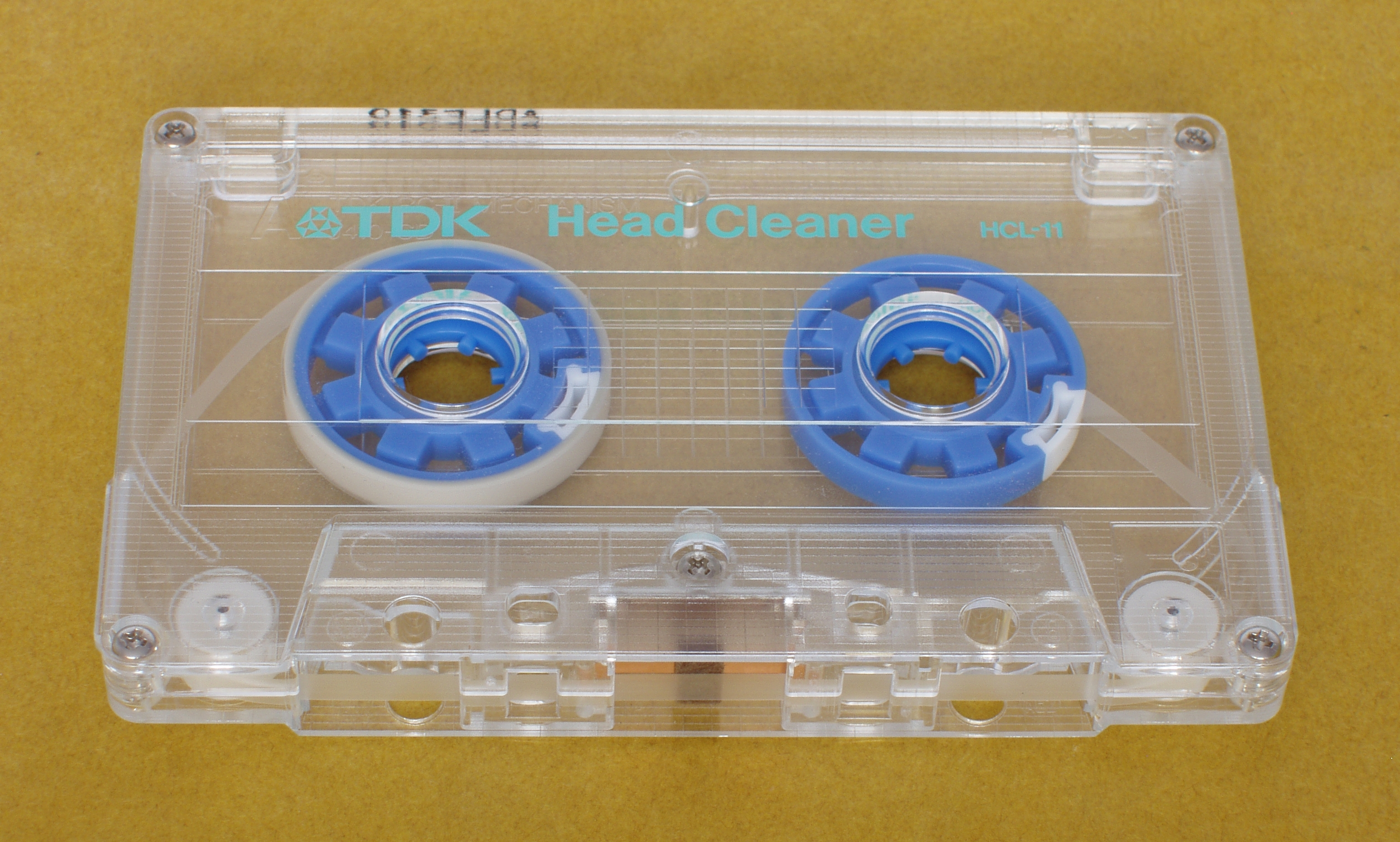
一個典型的清潔錄音帶

- 清潔用錄音帶：把它放入錄音機內播放一段時間，可擦除髒汙。過度使用此方法會減短機器壽命。
- 帶布的錄音帶：這種錄音帶上面有布，可吸取溶劑。播放前加入溶劑可達到清潔效果[4]。

## 其它用途
在一些國家，為了逃避禁毒法，亞硝酸烷基酯類的芳香劑會被包裝成磁頭清潔劑。